# Pietro Gori
Pietro Gori (Mesina, 14 de agosto de 1865 - Portoferraio, 8 de enero de 1911) fue un abogado, escritor y anarquista italiano. Además de por su actividad política, se le recuerda como el autor de alguna de las canciones anarquistas más famosas del final del siglo XIX: "Addio a Lugano", "Stornelli d'esilio", "Ballata per Sante Caserio".

## Biografía
De padres toscanos, en 1878 la familia se traslada a Livorno. Donde, jovencísimo, se une a una asociación monárquica, de la que fue expulsado por conducta indigna. Pasa entonces a colaborar con ”La Riforma”, un periódico moderado.

## Período pisano
En 1886 se inscribe en la Universidad de Pisa y muy pronto toma contacto con el movimiento anarquista pisano, del que pronto será una de las figuras más influyentes. En 1887 fue arrestado por un artículo escrito en memoria de los Mártires de Chicago y por haber denunciado la presencia de barcos estadounidenses en el puerto de Livorno. 
Al año siguiente, como secretario de la asociación de estudiantes, organiza la conmemoración del filósofo Giordano Bruno. En 1889, se gradúa en Derecho con la tesis: ”La Miseria e il Delitto”. En noviembre del mismo año publicó, bajo el seudónimo Rigo (anagrama de su apellido) un primer opúsculo “Pensieri ribelli” (pensamientos rebeldes), que contiene los textos de sus primeras conferencias. La publicación le valió la detención por “instigación al odio de clase”, acusación de la que sale absuelto gracias a que un nutrido número de abogados -compañeros de universidad y profesores- asumió su defensa.
El 13 de mayo del año siguiente, vuelve a ser arrestado nuevamente por ser considerado organizador de la manifestación del primero de mayo en Livorno. Esta vez fue condenado a un año de prisión (que se redujo tras la apelación), permaneciendo encarcelado, primero en Livorno, después en Lucca, hasta el 10 de noviembre.

## Periodo milanés
Se trasladó a Milán, donde ejerció como abogado con Filippo Turati. En enero de 1891, apoya las tesis de Errico Malatesta en la Conferencia de Capolago, en la que se decide la fundación del Partido Socialista Anárquico Revolucionario (Partito Socialista Anarchico Rivoluzionario). En el mismo año, participa en el congreso del Partido Obrero Italiano (Partito Operaio Italiano), celebrado en Milán, y traduce para la biblioteca popular socialista, el Manifiesto del Partido Comunista de Karl Marx y Friedrich Engels. A finales de año, inicia la publicación ”L'amico del popolo”, un periódico que se autodefinía como “socialista anárquico”, 27 números, todos secuestrados, que le valieron otras detenciones y procesos.
El 4 de abril de 1892, en una conferencia sobre “Socialismo legalista y socialismo anárquico” celebrada en Milán, explica las posturas anarquistas fuertemente criticadas por el socialismo reformista que él considera autoritario y parlamentarista. No asombra pues que el 14 de agosto del mismo año, en el congreso nacional de las organizaciones obreras y socialistas celebrado en Génova, Gori despunte como el mayor opositor de la mayoría reformista que decide crear el Partido de los Trabajadores Italianos, que después pasó a ser el Partido Socialista Italiano.
Bien conocido por la policía, en la proximidad del Primero de mayo, fue sistemáticamente arrestado de forma preventiva. En una de estas detenciones, escribe desde la cárcel de San Vittore, el texto de una de sus canciones más famosas: “Himno del Primero de Mayo”. Su primera obra poética -"Alla conquista dell’Avvenire" y "Prigioni e Battaglie"- publicadas en los meses sucesivos se agotaron rápidamente pese a que la tirada fue de 9000 copias.
Su actividad como abogado en defensa de los compañeros y como conferenciante continuó sin pausa. En este periodo participó también, en agosto de 1893, en el Congreso socialista de Zurigo, del cual fue expulsado, y fundó la revista “La Lotta Sociale”, que tuvo breve vida a causa de las continuas intervenciones de la autoridad.

## El primer exilio
Tras la aprobación del gobierno de Francesco Crispi de tres leyes antianarquistas (julio de 1894), Gori, que había mantenido correspondencia con Geronimo Caserio al que había defendido en un proceso en Milán, fue acusado por la prensa burguesa de ser el instigador del asesinato del presidente francés Sadi Carnot y, para evitar una condena de 5 años de cárcel, tuvo que huir a Lugano (Suiza). En enero de 1895, fue arrestado junto a otros 17 políticos italianos y, tras dos semanas de cárcel, son expulsados de Suiza. En esa ocasión compuso la letra de la que será la canción anarquista más famosa: "Addio a Lugano".
Llega a Londres, donde coincide con los principales exponentes del anarquismo mundial. Tras su breve periodo inglés, viaja a Nueva York donde comienza una amplia gira de conferencias (más de 400 en un año) por Canadá y Estados Unidos. En este tiempo, colaboró en la revista “La Questione Sociale”.
En el verano de 1896, vuelve a Londres para participar en el 4.º Congreso de la Segunda Internacional, como delegado de la unión de trabajadores estadounidenses. En la ciudad inglesa, cae gravemente enfermo y es ingresado en el National Hospital.
Gracias al interés de algunos parlamentarios, el gobierno le concede poder volver a Italia, aunque en un principio le obligó residir en la Isla de Elba. Ya de vuelta, retoma los contactos con el movimiento anarquista y a la actividad como abogado en defensa de sus coidearios y a la colaboración en periódicos anarquistas como la “Agitazione” de Ancona.

## Segundo exilio
En 1898, el aumento del precio del pan provocó protestas en toda Italia, ante las cuales el Gobierno respondió con mano dura. El 7 de mayo, en Milán, el general Bava Beccaris ordenó al ejército que disparara sobre la masa,y murieron asesinadas de 80 a 300 personas (el número varía según la fuente). La represión sobre los partidos de izquierda y los sindicatos también fue muy dura. Gori hubo de exiliarse de nuevo para evitar una condena de doce años de cárcel.
Desde Marsella embarcó hacia Argentina, donde se dio a conocer, no solo por su actividad política con la Federación Obrera Regional Argentina, sino también por su actividad científica. De hecho, además de ser el promotor de sindicatos, impartió cursos de criminología en la Universidad de Buenos Aires y fundó la revista Criminología moderna. Allí fue maestro del argentino José Ingenieros e influenció en su viraje al anarquismo.

## El último período
Gracias a una amnistía por problemas familiares y de salud, en 1902 Gori vuelve a Italia y, al año siguiente, junto a Luigi Fabbri funda la revista Il Pensiero. Salvo un viaje a Egipto y Palestina en 1904, pasó el resto de su vida en Italia, ocupado en sus actividades habituales de activista político, escritor y abogado defensor de coidearios detenidos.
Murió de tuberculosis el 8 de enero de 1911, en Portoferraio, Livorno, dejando una amplia producción literaria que va del ensayo político al teatro, de la criminología a la poesía.

## Literatura
- Maurizio Antonioli. Pietro Gori il cavaliere errante dell'anarchia. Studi e testi, 2ª ed. revisada y ampliada. Biblioteca di storia dell'anarchismo 5. Biblioteca Franco Serantini. Pisa 1996. ISBN 88-86389-23-X

- Maurizio Binaghi. Addio, Lugano bella. Gli esuli politici nella Svizzera italiana di fine Ottocento. Dadò ed. Locarno 2002.